# Alchemilla compta
Alchemilla compta é uma espécie de rosácea do gênero Alchemilla, pertencente à família Rosaceae.